# Liste der Kulturdenkmäler in Wolken (bei Koblenz)
In der Liste der Kulturdenkmäler in Wolken sind alle Kulturdenkmäler der rheinland-pfälzischen Ortsgemeinde Wolken aufgeführt. Grundlage ist die Denkmalliste des Landes Rheinland-Pfalz (Stand: 27. Oktober 2023).

## Einzeldenkmäler
| Bezeichnung                       | Lage                                    | Baujahr                     | Beschreibung | Bild                           |
| --------------------------------- | --------------------------------------- | --------------------------- | --- | ------------------------------ |
| Katholische Kapelle St. Margarete | Hauptstraße Lage                        | 1923                        | neubarocker Saalbau, 1923                                                                                                   | Fotos hochladen                |
| Kurfürstlicher Kleinhof           | Hauptstraße 9 Lage                      | 1755                        | spätbarockes Fachwerkwohnhaus in Mischbauweise, Krüppelwalmdach, datiert 1755                                               | BW                             |
| Hofanlage                         | Hauptstraße 15 Lage                     | Anfang des 19. Jahrhunderts | Hofanlage; Bruchsteinwohnhaus, Krüppelwalmdach, Anfang des 19. Jahrhunderts, Scheune bezeichnet 1842; bauliche Gesamtanlage | BW                             |
| Kapelle an der Eisernen Hand      | nordwestlich des Ortes an der L 52 Lage | 19. Jahrhundert             | Saalbau, 19. Jahrhundert | weitere Bilder Fotos hochladen |